# Begonia curvicarpa
Begonia curvicarpa là một loài thực vật có hoa trong họ Thu hải đường. Loài này được S.M.Ku, C.I Peng & Yan Liu mô tả khoa học đầu tiên năm 2004.